# 栗原由佳
栗原 由佳（くりはら ゆか、本名：岡島 由佳 - おかじま ゆか、1975年12月18日 - ）は、日本のフリーアナウンサーで、夫は元プロ野球選手・野球解説者の岡島秀樹。
東京都東村山市生まれ、群馬県高崎市育ち。セント・フォース所属。血液型A型。

## 来歴
- 私立浦和明の星女子高等学校在学中にアメリカへ1年間留学。
- 高校の時、高崎より新幹線で通学。高崎駅で駅員の目にとまり、新幹線の定期券の宣伝用ポスターに出演する。
- 高校卒業後は上智大学外国語学部フランス語学科へ進学[1]。1994年、1年生のときにミスソフィアに選ばれる[1]。在学中よりフジテレビ『プロ野球ニュース』に出演。
- 大学卒業後[1]はフリーキャスターとして活躍。
- 2001年、当時読売ジャイアンツの投手だった岡島秀樹と結婚し、出演番組を降板する。
- 2003年、復帰するも出産準備のため再び出演を一時休止。2004年1月、長男を出産。
- 2005年9月4日、長女出産で2児の母になる。
- 2007年、岡島のボストン・レッドソックス入団により、本拠地であるアメリカ合衆国マサチューセッツ州ボストンに家族で移り住む。
- 2010年12月8日、次男出産で3児の母となる。
- 2012年3月、岡島の福岡ソフトバンクホークス移籍に伴い日本に帰国したが、岡島の意向により栗原と3人の子供は引き続きボストン住まいとなる[2]。（この時、岡島もセント・フォース[3]にマネージメント契約を結び、夫婦で同一事務所所属となった）
- 2015年4月10日、 三男出産で4児の母となる。

## 人物・エピソード
- 特技はチアリーディング、バトントワリング[1]
- 弟は文部科学省のキャリア官僚である。
- 高校時代はバトントワリング部、大学時代はチアリーディング部に所属していた[4]。
- 岡島がボストン・レッドソックスに在籍していた当時、チームの同僚だった松坂大輔もアナウンサー（柴田倫世）を妻にしている。松坂家は柴田が年上の“姉さん女房”、岡島家の場合は栗原が1週間だけ早く生まれた同い年夫婦である。

## 過去の出演番組

### テレビ
フジテレビ
- プロ野球ニュース

テレビ朝日
- CNNヘッドライン

TBS
- 関口宏のサンデーモーニング
- ベストタイム
- JNNスポーツ&ニュース
- 筋肉番付リポーター
- 長野オリンピックリポーター
- 世界陸上1999セビリア（スペイン）大会リポーター
- 世界陸上2001エドモントン（カナダ）大会リポーター
- 世界陸上2003パリ（フランス）大会リポーター ※第1子妊娠に伴う体調不良で途中降板
- 壮絶人生ドキュメント プロ野球選手の妻たち

東京MXテレビ
- Tokyo Boy

NHK BS1
- BSディベートアワー
- 世界の競馬
- BSベストスポーツ（夫のMLBレポート担当）

BSテレビ東京
- トップの決断

### ラジオ
TOKYO FM
- NISSANソング4シーズン パーソナリティー
- Tapestry（タペストリー）

TBSラジオ
- キャッチ・ザ・ベースボール（土、日のみ）

### 動画配信
Foreign Affairs（GYAO）

### CM
- ハウス食品
- 資生堂
- インテル

### その他
- JALスカイステーション ナビゲーター